# Tần Tường Lâm
Tần Tường Lâm (tiếng Trung: 秦祥林; bính âm: Qín Xianglín; Việt bính: Ceon4 coeng4 lam4), sinh ngày 19 tháng 5 năm 1948 là một diễn viên Đài Loan.

## Tiểu sử
Lần đầu tiên ông có thời gian nghỉ ngơi là khi ông chuyển đến Hong Kong cùng gia đình khi còn nhỏ. Khi mới 12 tuổi, Charlie chuyển đến Đài Loan để theo học tại Trường Opera Fuxing, một trường dạy kinh kịch. Năm 20 tuổi, ông trở lại Hồng Kông để gia nhập Tổ chức Cathay.
Bộ phim đầu tay của anh ấy là bộ phim Xia Ri Chu Lian, nghĩa đen là "Mối tình đầu trong mùa hè". Với Brigitte Lin, Joan Lin và Chin Han, bốn người cuối cùng được biết đến với cái tên "Two Chins, Two Lins" (二 秦二林) đã trở thành biểu tượng của phim tình cảm những năm 1970 ở Trung Quốc. Những cái tên này trở thành bảo chứng cho thành công phòng vé, và vì vậy Charlie liên tục được ghép với một trong hai 'Lins'. Charlie đã giành được 2 giải Kim Mã và vào năm 2000, anh cũng đã trao một giải tại Đài Loan. Charlie từ giã sự nghiệp diễn xuất và bắt đầu làm việc trong lĩnh vực bất động sản. Anh sống ở California với vợ là Tào Xương Lỵ (曹昌莉) và hai con trai, Tần Khang Trung (秦 康 中) và Tần Khang Hoa (秦康華).